# Фламинго в неволе

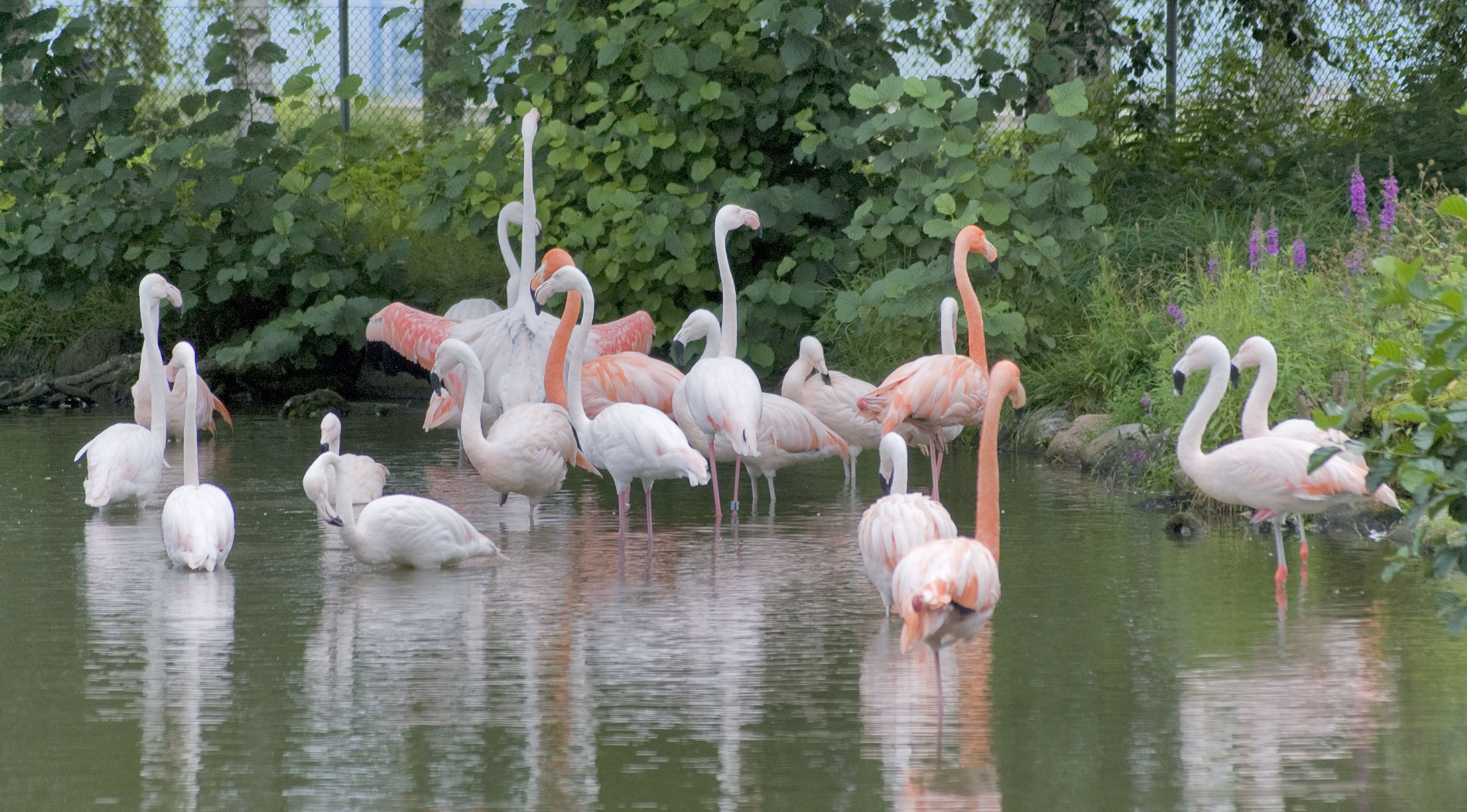
Красные, розовые и чилийские фламинго в зоопарке

Люди начали содержать фламинго в неволе несколько тысяч лет назад. Демонстрация птиц в зоопарках позволяет увидеть фламинго намного большему числу людей по сравнению с их естественной средой обитания. Более половины зоопарков планеты содержат фламинго. В начале XXI века было подготовлено издание, содержащее подробную информацию по уходу за фламинговыми в неволе.
Наблюдения за птицами в искусственной среде обитания расширили представления учёных о физиологии, морфологии, поведении и демографии фламинговых. Некоторые исследования фламинговых в неволе направлены на поддержание комфортных условий для сохранения и расширения популяции птиц в зоопарках, другие позволяют лучше понять и предугадать поведение птиц в дикой природе.

## Общие сведения

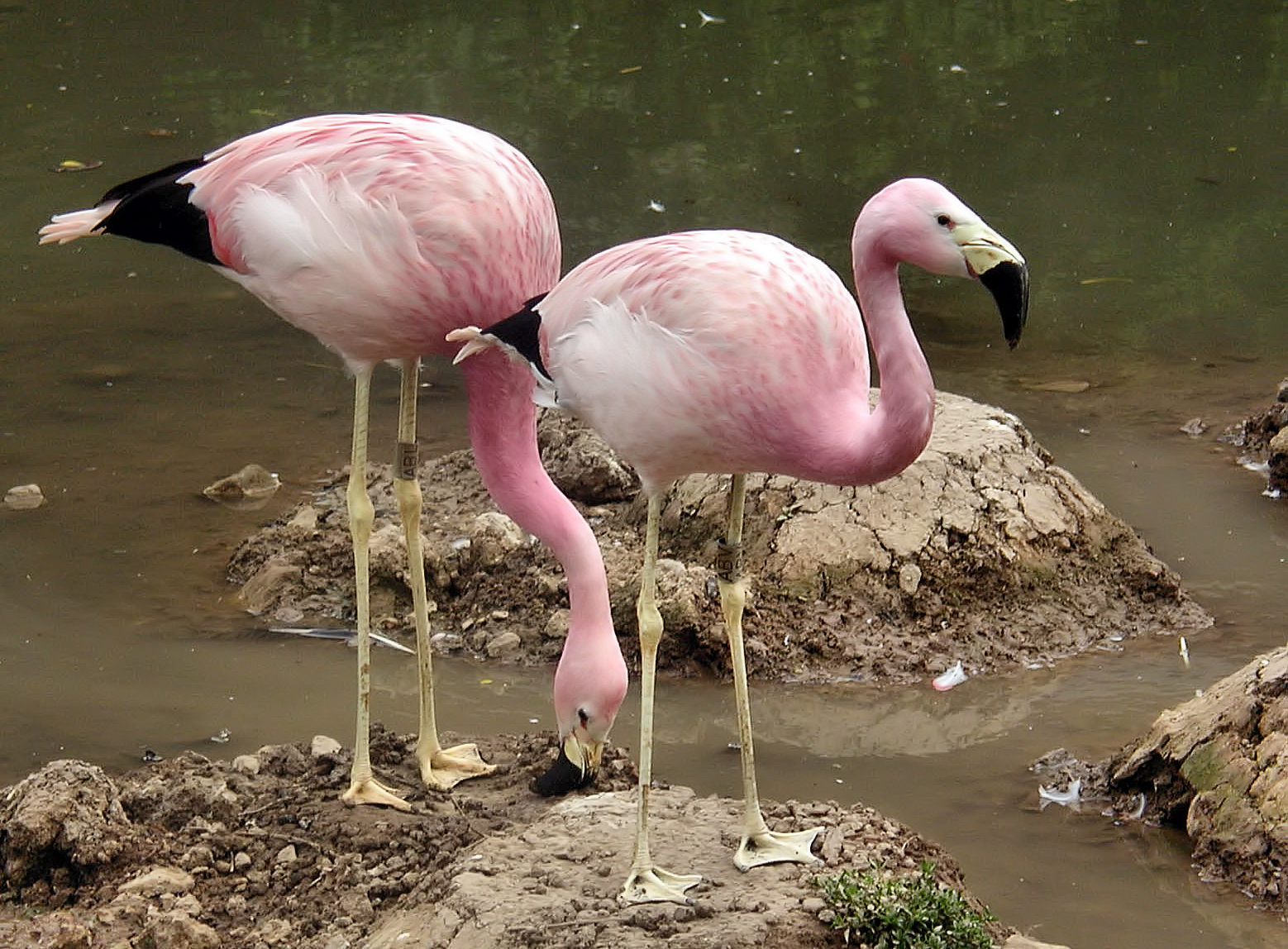
Андские фламинго в Слимбридже

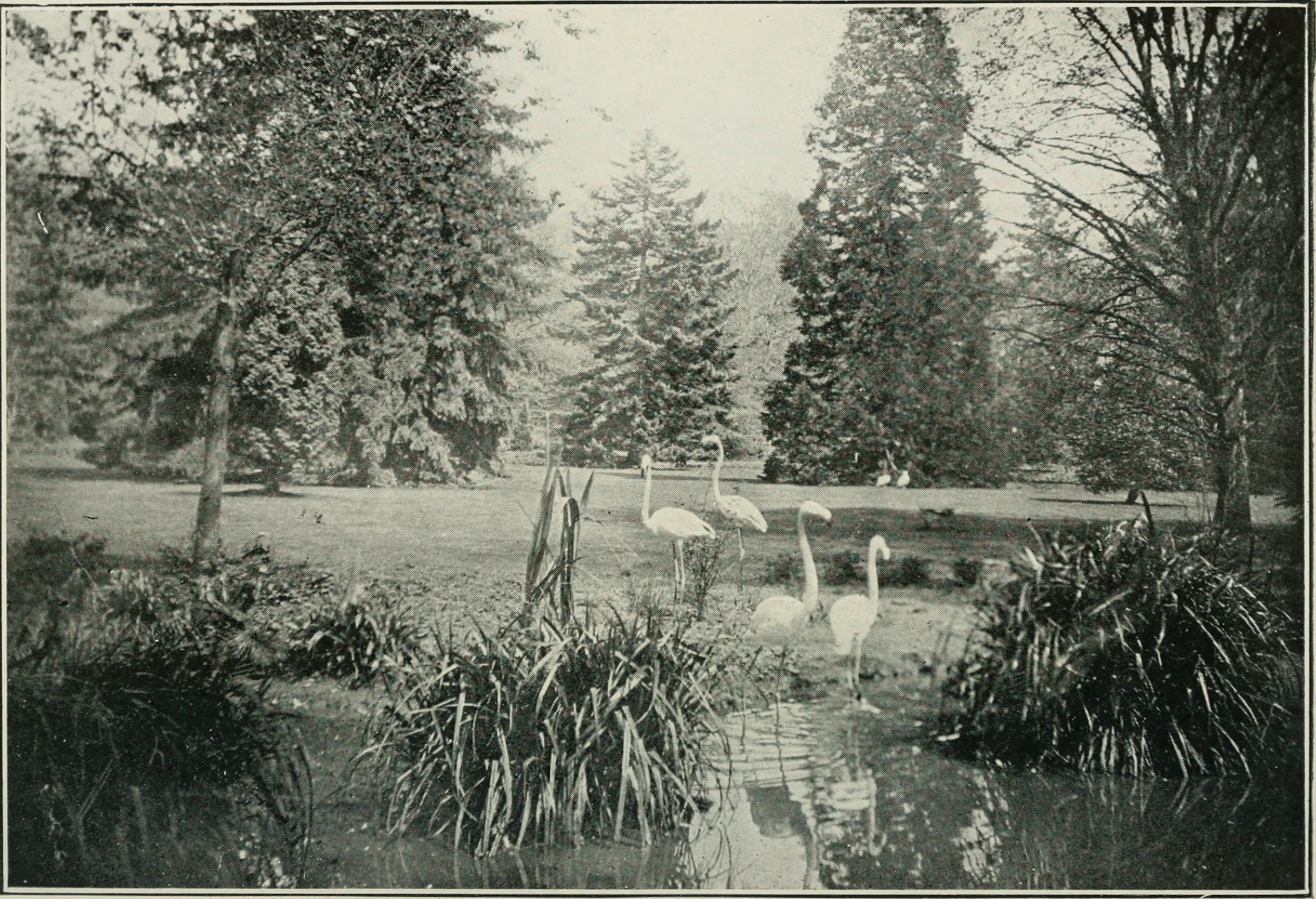
Фламинго в зоопарке, фотография 1902 года

В неволе содержатся все шесть современных представителей семейства фламинговых. Основными обитателями зоопарков и авиариев являются красный, розовый, чилийский и малый фламинго, крайне редко встречаются андский фламинго и фламинго Джеймса. По данным 2019 года они обитали лишь в Wildfowl and Wetlands Trust (WWT) в Слимбридже в Великобритании и в Берлинском зоопарке в Германии. Большинство фламинго, содержащихся в зоопарках и авиариях, были отловлены в дикой природе.
Люди начали содержать фламинго в неволе несколько тысяч лет назад. Они были обитателями авиариев Древнего Рима. Сохранились записки испанского конкистадора начала XVI века Франциско де Лас-Касаса, согласно которым фламинго содержались в неволе в Новой Испании. В Копенгагенском зоопарке различные виды фламинго проживают с 1881 года, в Североамериканских зоопарках — с 1899 года. В середине 1970-х годов в 35 зоопарках по всему миру обитало около 2,6 тысяч фламинго, а в 1992 году Саймон Пикеринг (Simon Pickering) насчитал в одной лишь Британии 30 мест, где фламинго размножались в неволе в предыдущие пять лет. В Северной Америке коллекции фламинго стали расти в середине 1960-х и начале 1970-х годов в основном за счёт красного фламинго. После того, как в США ввели ограничения на импорт этого вида, самым доступным для зоопарков стал чилийский фламинго. С усилением охранным мер в отношении чилийского фламинго в Аргентине в середине 1980-х годов, коллекции североамериканских зоопарков стали пополняться за счёт малого фламинго. Рост численности розового фламинго в авиариях Северной Америки в середине 1980-х годов связан в первую очередь с конфискацией птиц.
База данных ISIS содержит информацию о количестве особей разных видов в неволе. В ней очень хорошо представлены данные по североамериканским зоопаркам, достаточно полные данные по европейским зоопаркам, и очень редкие данные по зоопаркам Африки, Азии и Южной Америки. Данные ISIS регулярно публикуются в журнале Flamingo. В конце XX века по сведениям ISIS в неволе содержалось 2898 красных, 1504 обыкновенных, 3432 чилийских , 834 малых, 48 андских фламинго и 8 фламинго Джеймса. Общая численность фламинговых в неволе таким образом была оценена в 13 000—13 500 особей. В 2021 году по сведениям ISIS, опубликованным в журнале Flamingo, в неволе содержалось приблизительно 6402 красных фламинго, 8324 — розовых, 6136 — чилийских, 1471 малых, 31 андских и 7 фламинго Джеймса.

## Значение
Учитывая отдалённые места обитания фламинговых, их демонстрация в зоопарках и зверинцах является для многих единственной возможностью увидеть настоящую птицу. Показ фламинго — популярная достопримечательность и важный инструмент по повышению осведомлённости людей. Более половины зоопарков планеты содержат как минимум один вид фламинговых.
Наблюдения за птицами в искусственной среде обитания расширили представления учёных о физиологии, морфологии, поведении и демографии фламинговых, особенно это касается южноамериканских видов, места обитания которых в дикой природе труднодоступны и мало изучены. Сравнению поведения фламинговых в неволе и в дикой природе придаётся большое значение так как четыре из шести видов семейства охраняются Международным союзом охраны природы. В рамках этой организации действует One Plan Approach, согласно которому особей в дикой природе и в неволе следует рассматривать в рамках единой популяции.
Устойчивое воспроизводство фламинговых в неволе может позволить отказаться от транспортировки птиц из дикой природы, которая всегда связана с риском, а также выступать в качестве страховки для восстановления естественной популяции в случае природной катастрофы, при больших объёмах — для выращивания птиц с последующим выпуском их в естественную среду обитания.

## Уход за птицами
В октябре 1998 года на международном форуме специалистов по фламинго в дикой природе и в неволе возникла идея создания пособия по содержанию птиц в неволе. После ряда консультаций члены нескольких международный организаций, в том числе AZA Ciconiiformes TAG, EAZA Ciconiiformes/Phoenicopteriformes EEP и Joint Management of Species, составили пособие Flamingo Husbandry Guidelines, которое включает рекомендации, основанные на современных научных знаниях о фламинго и на опыте содержания этих птиц в неволе.

### Условия

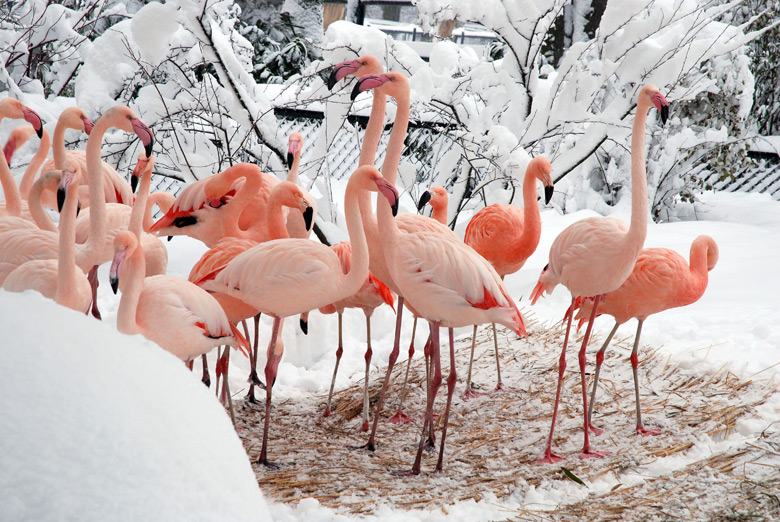
Красные и чилийские фламинго в Краковском зоопарке в Польше

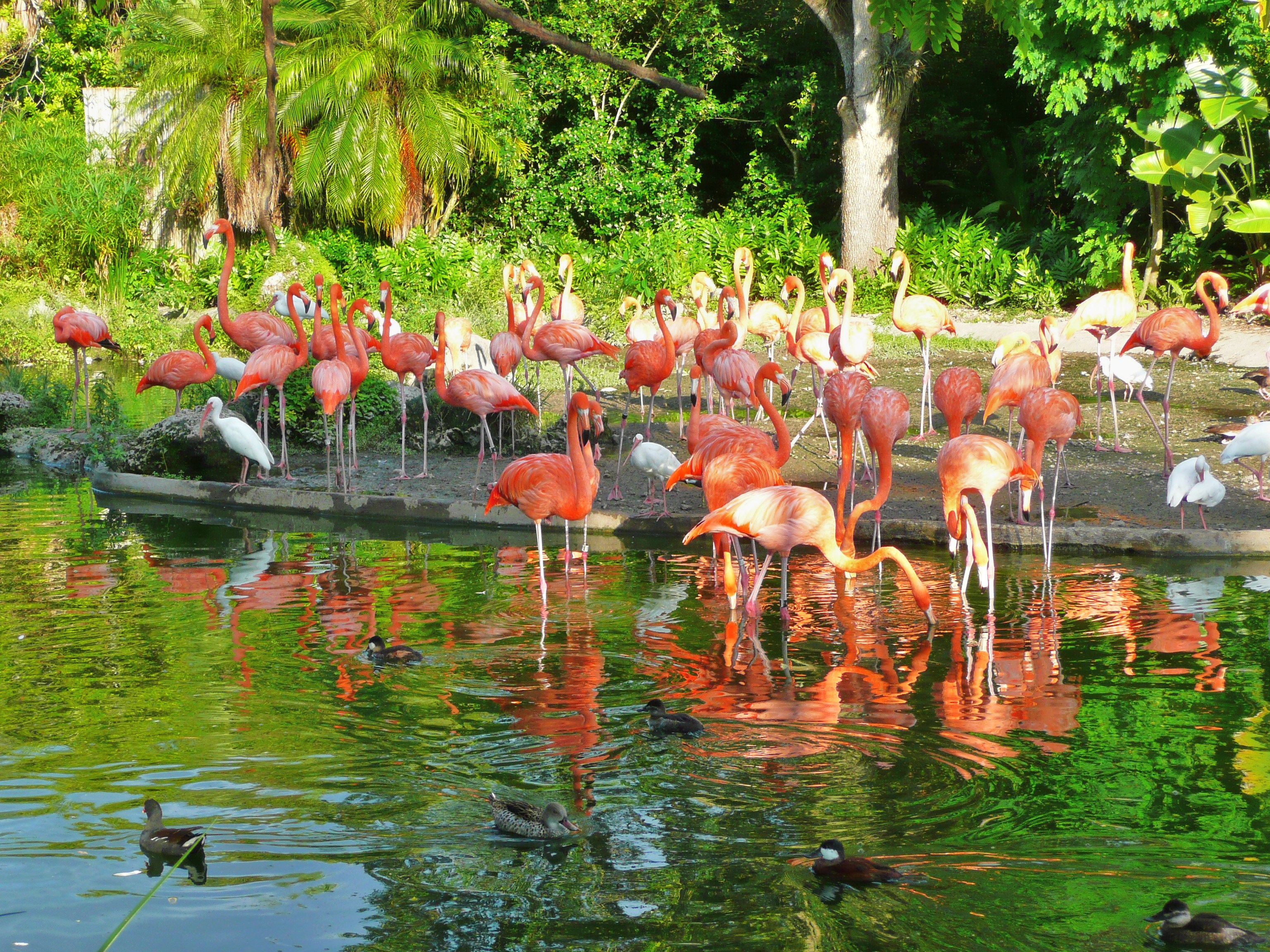
Белые ибисы и водоплавающие птицы в вольере с фламинго в зоопарке Майами Метро

Несмотря на то, что фламинго часто считаются тропическими птицами, они могут выдерживать холодную температуру. На открытом воздухе в зоопарках их содержат при температуре до −6 °C, а в закрытых помещениях — при температуре около 10 °C и влажности 40—50 %.
Специалисты рекомендуют создавать вольеры на участках с мягким грунтом из расчёта площади не менее 1,4 м² на особь. Существуют разнообразные ограничения на растительность; в частности, пальмовые листья могут поранить глаза, а кусты роз — лапы, при этом высокие травы не препятствуют перемещению фламинго по вольеру. Более того, высокая растительность позволяет зонировать вольеры фламинговых и визуально отделять выполняющих брачные ритуалы птиц, увеличивая синхронизацию стаи во время сезона размножения. В вольере обязательно должен присутствовать водоём с солёной или пресной водой. Дно водоёма может быть выложено различными природными или искусственными материалами, от которых зависит процесс ухода за ним. Плохое качество воды может стать источником болезней. Так как фламинговые в неволе часто остаются на одном месте и делают дефекацию там же, без соответствующего ухода за грунтом у них могут возникнуть болезни ног. Для их профилактики Джанет Кир (Janet Kear) в 1973 году рекомендовала менять мягкий песок по меньшей мере раз в год.
Большинство экспозиций фламинго расположены на открытом воздухе, поэтому птицам подрезают крылья, чтобы они не улетали. Птицы с не подрезанными крыльями содержатся в авиариях Сакраменто и Сан-Антонио в США, Базеля в Швейцарии, Кобе в Японии и Икскарет в Мексике. Закрытые авиарии, с другой стороны, предохраняют корм от чаек и уток. Фламинго могут помещать в вольеры с неагрессивными водоплавающими птицами и ибисами, при этом содержание их вместе с лебедями или гусями, которые часто бывают агрессивными, может привести к травмам среди фламинго.
Социальный фактор содержания фламинго в неволе, устройство удобных и для птиц и для зрителей вольеров также играют немаловажную роль. Учёные сравнивают распределение активности содержащихся в неволе и диких птиц. При этом отмечается, что при исследовании птиц в неволе особое внимание обращается на их поведение в рабочие часы зоопарков, в то время как учёным также важны характеристики ночного поведения. Из-за доступной пищи в неволе птицы тратят меньше времени на пропитание и на передвижение в поисках пищи. Этой же причиной объясняется продолжительность времени, потраченного на отдых. Фламинговые в неволе либо не летают вовсе, либо летают значительно меньше своих диких родственников. Птицы проявляют больше агрессии и настороженности в дикой природе, чем в неволе. Джеймс Бреретон (James E. Brereton) и Пол Роуз (Paul E. Rose) полагают, что сопоставимые затраты времени на агрессивное поведение в неволе могут являться индикатором условий, сопоставимых с таковым у фламинго в дикой природе.
Фламинговые могут жить довольно долго. В дикой природе продолжительность жизни птиц превышает 20 лет и нередко достигает тридцати; в неволе фламинго живут ещё дольше. Красный фламинго в зоопарке Филадельфии умер в возрасте 44 лет, а шесть розовых фламинго, доставленных в зоосад Базеля в 1932—1938 годы прожили в неволе не менее 53 лет. Двое из них отложили яйцо в 1999 году, правда эта кладка окончилась неудачей. Родившийся в 1934 году в зоопарке Чикаго розовый фламинго умер в возрасте 60 лет и 10 месяцев.

### Кормление

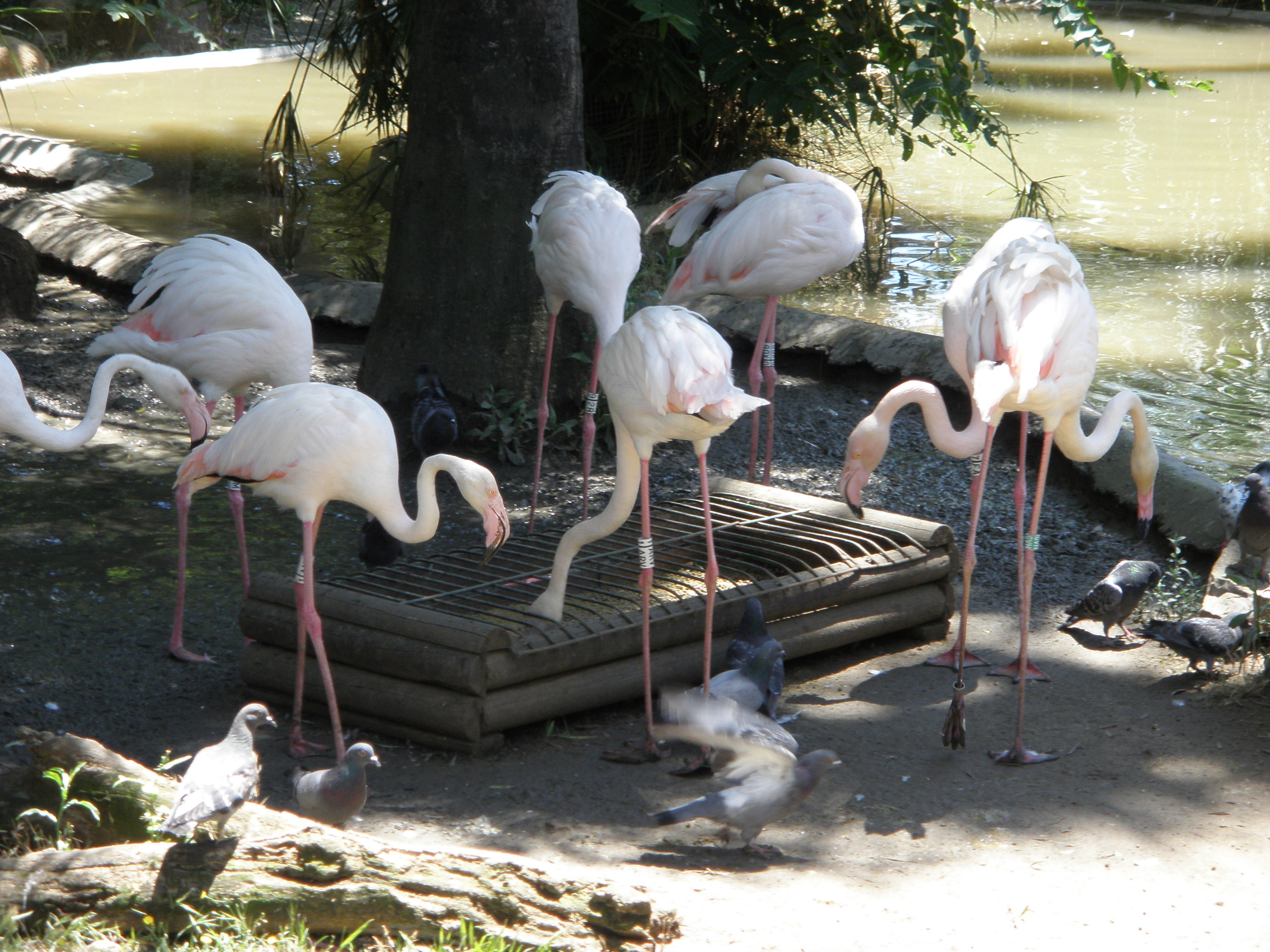
Кормление розового фламинго в Хересский зооботанический парк в Испании

Подготовка пищи, идеальной для каждого вида, до сих пор вызывает трудности у смотрителей зоопарков. Важными составляющими смеси являются витамины, минералы и каротиноиды, которые позволяют фламинго приобрести свой цвет. Вероятно, только полностью окрашенные взрослые птицы способны образовывать пары. Предложение Кир о включении в пищу каротиноидов для увеличения успешности размножения не поддерживаются в полной мере научным сообществом, но так как яркое оперение фламинго привлекает посетителей зоопарков, поддержание цвета является неотъемлемой частью ухода за птицами в неволе. Современные корма изготовлены из витаминизированной смеси пшеницы, рыбной муки, сои, кукурузы, креветочной муки и красителя. В зоопарках их смачивают водой до жидкой консистенции, после чего птицы пользуются естественным способом кормления, фильтруя воду клювом для извлечения из неё пищи.
С 1950-х годов начали проводиться эксперименты с компонентами пищи, необходимыми для придания цвета оперению фламинго; в корм добавляли свежесобранную траву, паприку, рыбу, креветок, люцерну и кукурузу. Пенелопа Дженкин (Penelope Margaret Jenkin) в 1957 году опубликовала работу по исследованию цедильного аппарата фламинговых. Питание розового и чилийского фламинго она наблюдала в зоопарках Лондона и Бристоля. В 1975 году учёные пытались выкормить 40 птенцов малого фламинго, брошенных родителями на солончаке Этоша в Намибии. Усилия не увенчались успехом, большая часть птенцов умерла, а выжившие были довольно слабыми. Хью Берри (Hu Berry) при этом отметил слабую научную обоснованность использованной диеты. В современных условиях искусственное вскармливание фламинго более плодотворно.
В 1980 году Кир предположила, что фламинговые в неволе не получают достаточное количество белков, указав, в частности, что в дикой природе они составляют до 60 % сухой массы синезелёных водорослей. После этого в зоопарках Британии изменили рацион фламинговых: 30 % белков во время сезона размножения, 18 % — в остальное время. В то время как требования к белку в рационе различных видов фламинговых не отличаются друг от друга, большое значение имеют размеры частиц: 1—4 мм для крупных видов и менее 1 мм — для малых и короткоклювых фламинго, обладающих маленькими клювами. Эксперименты над размерами частиц в рационе малого фламинго помогали ухаживать за фламинго Джеймса — одним из самых редких представителей семейства.
В 1989 году в зоопарке Сент-Луиса проводились эксперименты с красными фламинго, в которых приготовленный корм размягчался и в пресной, и в солёной воде (три эксперимента с разным уровнем солёности). Птицы не отдавали предпочтение одному или другому варианту, независимо от уровня солёности. Пресная вода была доступна и, если фламинго выбирали корм с солёной водой, то они чаще промывали клюв. Согласно манускрипту 1556 года, переизданному в 1951 году, содержащиеся в неволе на Кубе птицы использовали для питья только солёную воду.

### Размножение

#### Возможности размножения в неволе

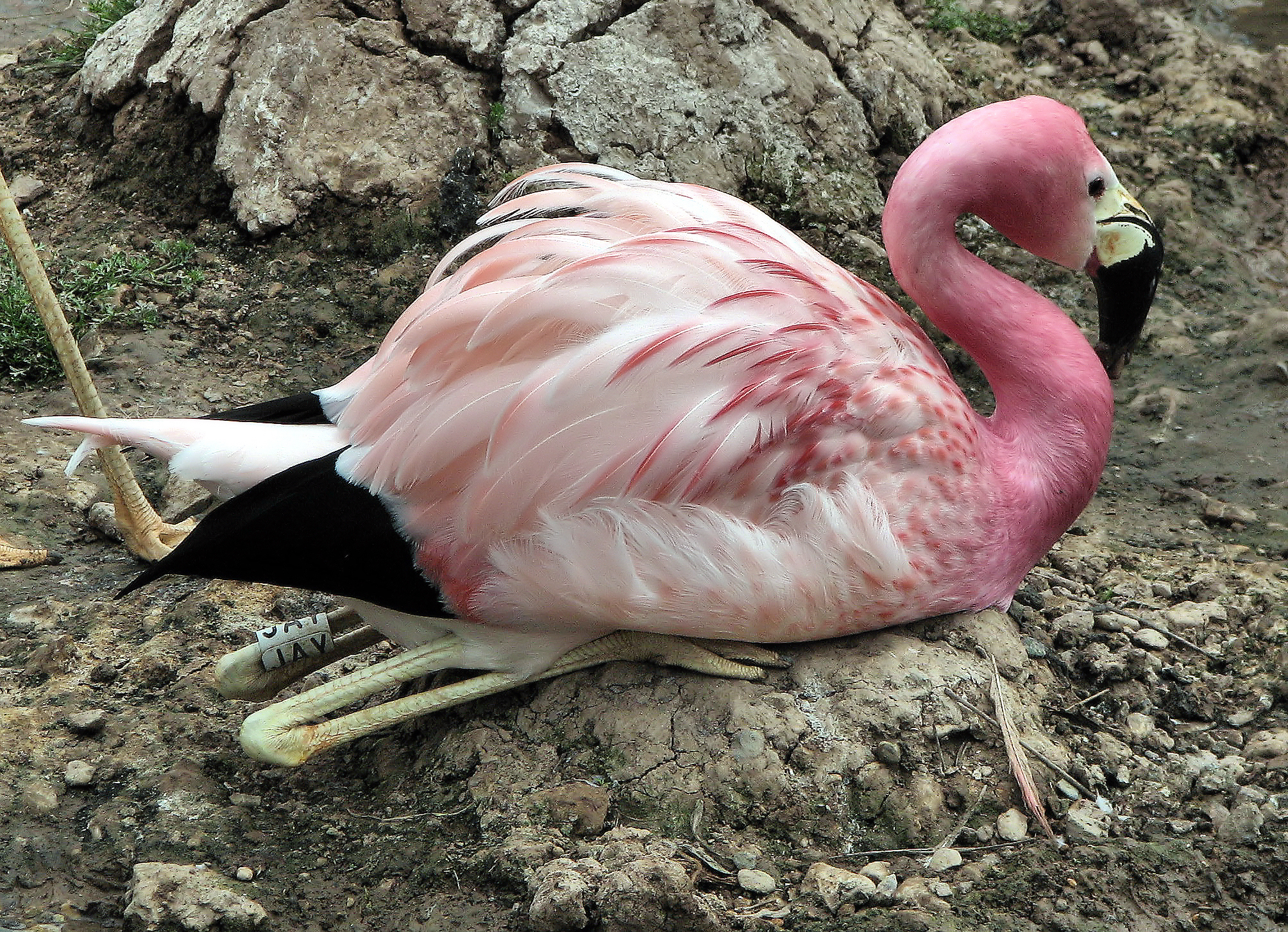
Андский фламинго на гнезде в Слимбридже

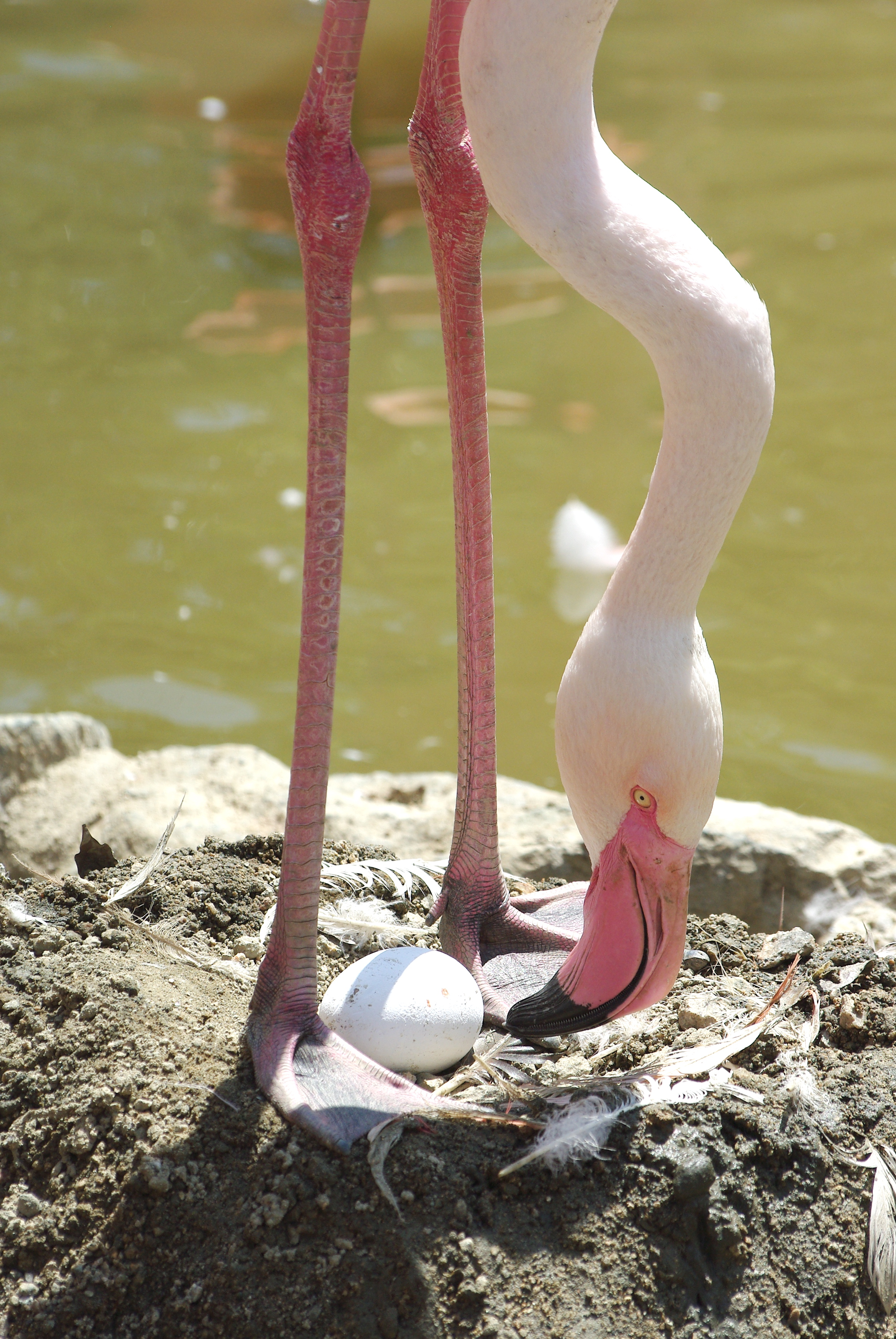
Яйцо розового фламинго в зоопарке Кобе

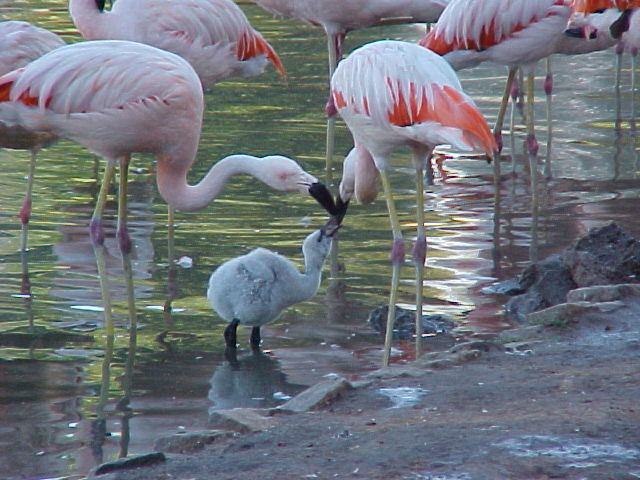
Кормление птенца чилийского фламинго в зоопарке Буэнос-Айреса

В начале XXI века в Северной Америке только красные фламинго размножались в достаточном объёме чтобы поддерживать популяцию в неволе; наблюдался рост числа удачных попыток размножения у чилийского фламинго, малый и розовый фламинго размножались крайне редко. Устойчивое воспроизводство фламинговых в неволе может позволить отказаться от транспортировки птиц из дикой природы, которая всегда связана с риском, а также выступать в качестве страховки для восстановления естественной популяции в случае природной катастрофы, при больших объёмах — для выращивания птиц с последующим выпуском их в естественную среду обитания.
Долгое время фламинго не размножались в неволе, в частности из-за того, что птицы содержались небольшими группами и их репродуктивные инстинкты не срабатывали. Красный фламинго первым среди представителей семейства произвёл потомство в неволе. Сначала в 1937 году в Hialeah Park Race Track во Флориде пара отложила яйцо, но птенец умер через две недели, а в 1942 году там же произошла первая успешная попытка. В 1952 году удалось вывести потомство фламинго в обычном зоопарке в Сан-Антонио.
Сезон размножения фламинго в неволе может сильно отличаться от природного. Птицы редко начинают размножение если продолжительность светового дня не превышает 12 часов. Обычно самка фламинго откладывает одно яйцо, однако в случае неудачной попытки она может сделать повторную кладку. Промежуток между повторными кладками в среднем составляет 10—15 дней, но может варьировать от 6 до 90 дней. Известно о самке чилийского фламинго, которая отложила пять яиц в течение одного сезона. Гнёзда с двумя и более яйцами обычно связаны с образованием трио, квартета или пары одного пола, которые могут формироваться в неволе. При этом первое яйцо не выживает, чаще всего оно оказывается закопанным при подготовке гнезда для повторной кладки, а шанс успешного выведения птенца из второго яйца меньше, чем при одной кладке. Исследователи отмечают, что 5—6 % сформированных в неволе пар гомосексуальны. Учёные предлагают внимательно отслеживать образование однополых пар, трио или квартетов: при своевременном вмешательстве у таких групп удаётся сохранить отложенные яйца.
Возможно, что самцам в неволе тяжело балансировать на спине самок во время спаривания из-за того, что их крылья обычно подрезаны. Было отмечено, что розовые фламинго с подрезанными крыльями чаще падают с самки. В зоопарке Кобе после того как у птиц перестали подрезать крылья было отмечено увеличение успешных кладок розового, чилийского и красного фламинго. В зоопарке Сан-Антонио в 1997 году 25 % яиц красного фламинго и 100 % яиц чилийского фламинго оказались бесплодными, предположительно в связи с тем, что крылья птиц были подрезаны.
Привязка птенца фламинго к родителям наступает ещё до того, как он вылупился из яйца, когда птенец в яйце начинает издавать звуковые сигналы. У красного, розового, чилийского и малого фламинго этот момент наступает на 26 день инкубации или чуть раньше. После этого не рекомендуется забирать яйцо или птенца от родителей. Фламинго кормят птенцов «молоком». У розовых фламинго в неволе этот корм содержит 15 % жиров, 8—9 % белков и 0,1—0,2 % углеводов.
Несмотря на то, что птицы способны производить потомство с трёх лет, в зоопарках это случается крайне редко и фламинго впервые откладывают яйца в более зрелом возрасте. Фламинго в неволе обычно сохраняют пару от сезона к сезону и только с увеличением размера стаи могут менять партнёров, как это делают птицы в дикой природе. В случае неудачи первой кладки птицы могут поменять партнёра в течение того же сезона. Оставшиеся без пары самцы розового фламинго могут совершать попытки копуляции с птицами на гнезде, а самцы и самки чилийского фламинго — разбивать оставленные без присмотра гнёзда. В зоопарке Сан-Антонио по разным причинам разбитыми оказывается от 10 до 50 % яиц красного фламинго за сезон, в зоопарке Роттердама в 1992 году было потеряно 28 % яиц, а в 1993 году — 48 % яиц красного и розового фламинго, в Слимбридже было потеряно от 13 до 37 % яиц розового, красного и чилийского фламинго.
Коблик утверждал, что из-за высокой специфичности брачных ритуалов у фламинго не бывает межвидовых гибридов. Однако они возможны в неволе. В частности, известно о гибридах красного и розового фламинго, красного и чилийского, красного и андского, розового и чилийского, розового и фламинго Джеймса. Некоторые из них приносили потомство, скрещиваясь с негибридными птицами.

#### Стимуляция начала сезона размножения

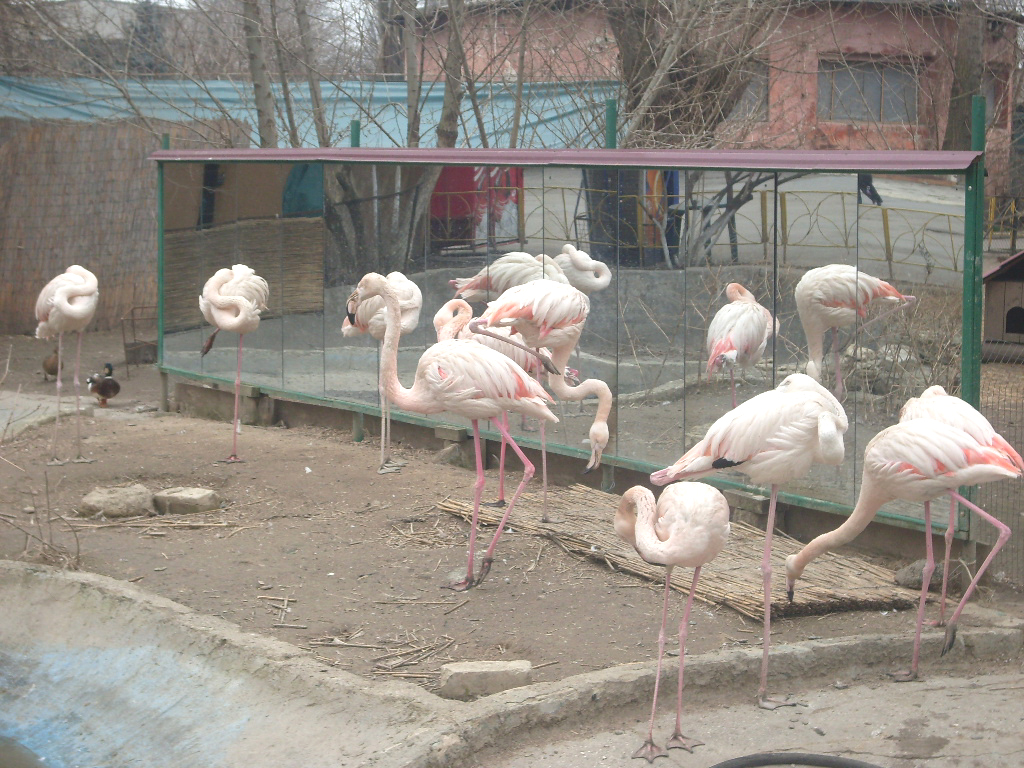
Зеркала в Одесском зоопарке

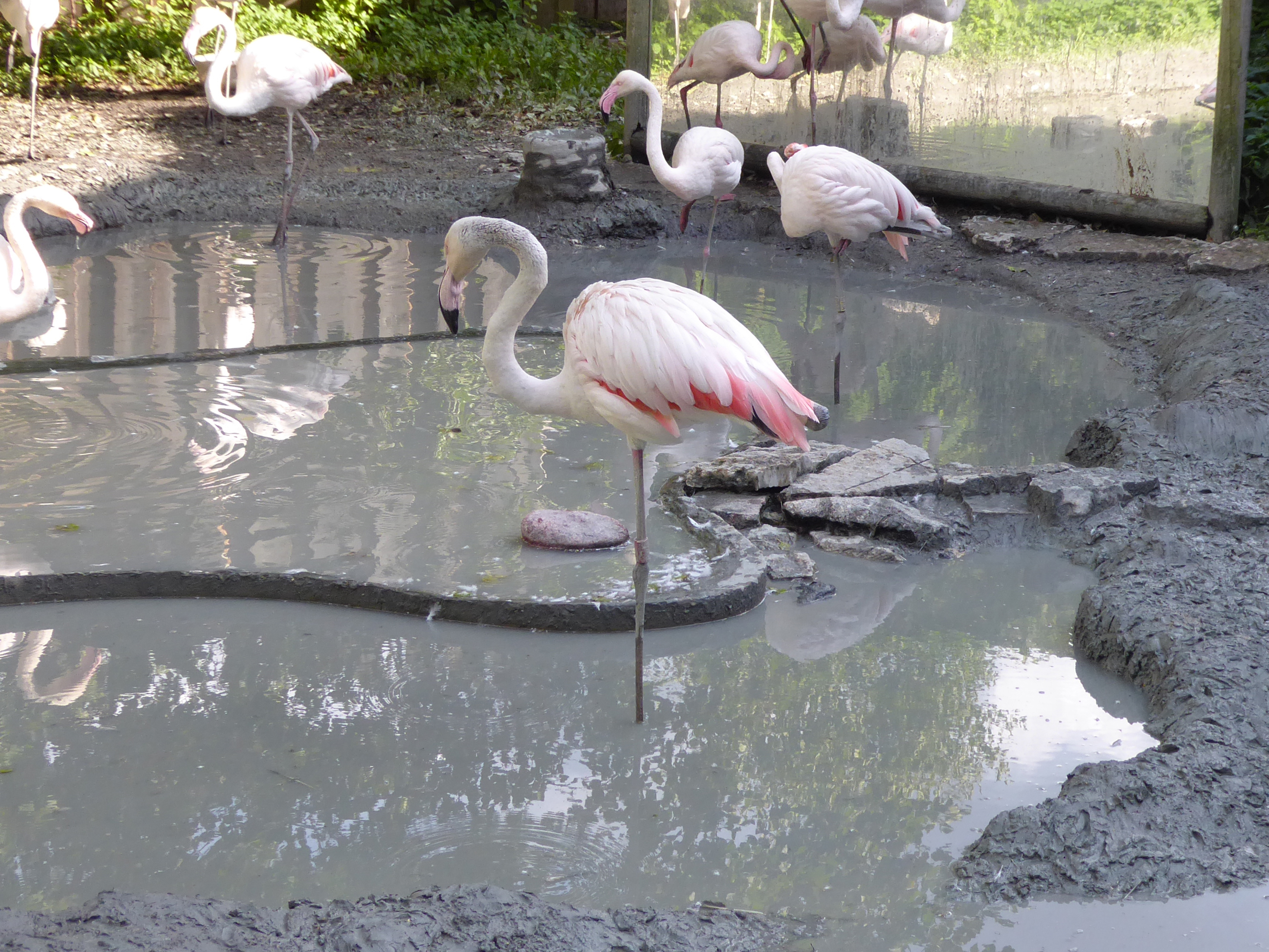
Зеркала и искусственное гнездо в Таллинском зоопарке

Большие сложности для размножения фламинговых в неволе представляет размер стаи. Группа должна состоять не менее чем из 10 особей, желательно — более 40. В прошлом служители зоопарков пробовали расставлять в вольерах зеркала, чтобы искусственно увеличивать размер стаи. Однако было обнаружено, что некоторые птицы склонны к нарциссизму; вместо поиска партнёра они заняты рассматриванием своего отражения.
Фламинго могут быстро подготовиться к размножению при наступлении подходящих погодных условий. Для имитации сезона дождей в зоопарках используют разбрызгиватели. Согласно исследованиям, повышение уровня воды в водоёме имеет больший положительный эффект на строительство гнёзд, чем увлажнение места для колонии. При подготовке к размножению фламинго в неволе большое внимание уделяется возможности построить гнёзда. В местах колоний должно находится большое количества мягкого грунта. В Сан-Антонио используется материал, схожий с таковым для бейсбольных полей. Смесь состоит из песка и глины в пропорции один к одному.
Наиболее полезной в последнее время считается тактика установки искусственных гнёзд, которые стимулируют пары начать гнездование. Искусственное гнездо может иметь диаметр около 0,6 м у основания и 0,45 м вверху при высоте 0,38 м. Гнездо должно быть крепко сложено, чтобы его не размывало во время дождя. Такое гнездо может занять молодая пара, которая только учится строить гнёзда. Если строительство стартового гнезда не привело к созданию новых гнёзд и кладке яиц, то через несколько недель гнездо может быть перестроено. Строительство гнезда продолжается и после кладки яйца. Птицы продолжают укреплять стены и таким образом углублять ров вокруг гнезда. Существует большая вероятность столкновения между птицами за место для гнезда, во время которого могут пострадать яйца.
Кроме того, существует предположение, что блёклость оперения при неправильном кормлении уменьшает интерес птиц к спариванию. Для стимуляции также используют аудиозаписи с вокализацией фламинго. После того, как в Слимбридже в искусственное гнездо подложили деревянное яйцо, члены стаи стали касаться яиц клювами, словно проверяя их.

## Кольцевание

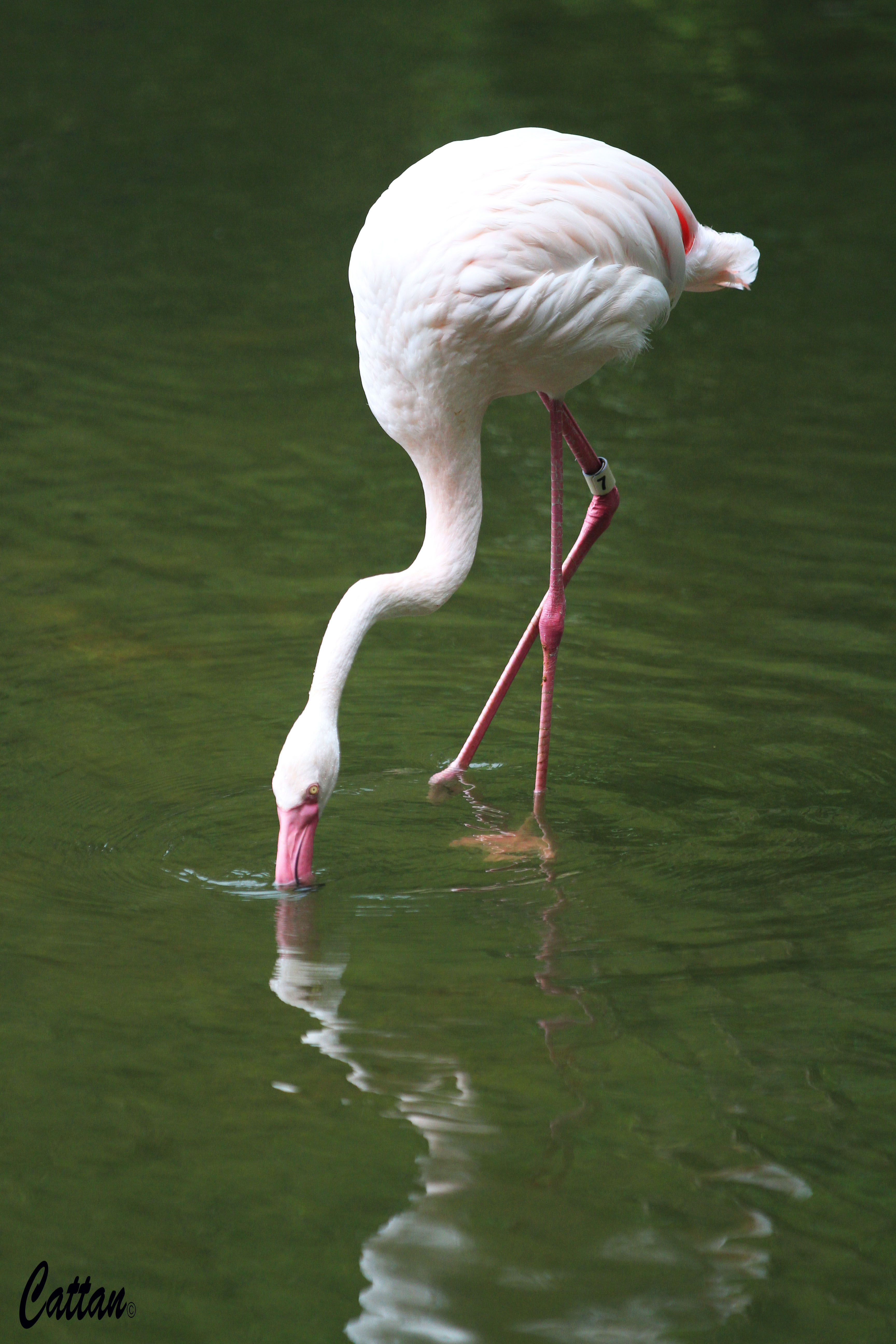
Окольцованный фламинго в зоопарке Гонконга

Птицы в неволе обычно окольцованы, что позволяет их идентифицировать. Точная и простая идентификация фламинго важна для любого исследования поведения птиц, от суточного распределения времени до формирования пар на протяжении нескольких лет.
Обычно используется один из двух типов браслетов: металлические или пластиковые. Металлические браслеты более долговечны, но для того, чтобы считать с них информацию, птицу нужно поймать. Пластиковые браслеты с крупной гравировкой позволяют идентифицировать птиц на расстоянии, не приближаясь к ним и не отлавливая их. Специалисты рекомендуют надевать кольцо в верхней части ноги, над суставом между цевкой и тибиотарзусом. При первоначальном кольцевании птицам фотографируют клюв, у многих видов фламинго окраска клюва позволяет идентифицировать отдельных особей. Зачастую фламинго теряют браслеты во время сезона размножения.

## Транспортировка
Существует несколько способов ловли фламинго в вольерах для последующей транспортировки. Птиц могут загонять в маленькое помещение, ловить в воде, и так далее. Все они имеют свои плюсы и минусы, могут зависеть от размеров колонии и количества птиц, которых следует отловить.
Важное значение при транспортировке имеет расположение ног. Рекомендуется транспортировать свободно стоящих птиц, так как связывание ног может привести к их параличу или миопатии. При транспортировке воздушным транспортом Международная ассоциация воздушного транспорта предлагает использовать контейнеры, в которых может помещаться до четырёх фламинго, и стропы, которые можно настроить так, чтобы птицы свободно стояли, однако они могут пытаться избавиться от ограничивающих строп в полёте. Размеры контейнеров могут сильно различаться: существуют высокие контейнеры для транспортировки птиц в полный рост, низкие для птиц, которые поддерживают равновесие, облокотившись на клюв, или совсем небольшие для связанных птиц. AZA Ciconiiformes Taxon Advisory Group не рекомендует применять стропы при перевозке.
Более 24 часов было затрачено на транспортировку 70 розовых фламинго из Ботсваны в Бельгию. Птицы находились в контейнерах по четыре, одетые в хлопчатобумажные чехлы, предотвращающие раскрытие крыльев, но имеющие отверстия для шеи, ног и клоаки, и прикреплённые к стропам, поддерживающим фламинго. Молодые птенцы розового фламинго были доставлены в Оклендский зоопарк в Новой Зеландии, преодолев более 11 тысяч миль. В 1999 году 32 чилийских фламинго было доставлено из Орландо во Флориде в Сан-Франциско в Калифорнии.

## Исследования
Первоначально исследования фламинговых в неволе были посвящены здоровью и кормлению птиц, уходу за ними в искусственной среде обитания. Со временем фокус сместился на изучение возможности самовоспроизведения популяции фламинго в неволе и на сохранение видов. Объясняя важное значение исследований фламинговых в неволе Катерин Кинг (Catherine E. King) обратила внимание на то, что какая бы то ни было информация о размножении фламинговых появилась лишь в 1880 году, а гнёзда малого фламинго и фламинго Джеймса были впервые обнаружены лишь в 1950-е годы.
В зоопарках проводятся исследования брачного поведения, особенностей гнездования, взаимоотношения между родителями и птенцами и развития птенцов фламинго. Сохранение пар фламинго в зоопарках в течение длительного промежутка времени противопоставляется регулярной смене партнёров в больших колониях. Возможно это два крайних варианта, связанных с размером стаи. Ответить на этот вопрос могут исследования стаи красного фламинго на Галапагосских островах и небольших стай розового фламинго в Турции и Италии, размеры которых сопоставимы с размерами стай в зоопарках. Детальное измерение размеров птенцов фламинго разного возраста может помочь при определении пола и возраста птиц в дикой природе.
Для возможности воспроизводства фламинго предпочитают держать крупными стаями от 10 особей и выше, во многих авиариях встречается не менее 50 особей одного вида. Чтобы увеличить размеры стаи в неволе, разные виды объединяют в одну стаю. Вместе с тем, во время сезона размножения птицы могут проявлять дополнительную агрессию. У птиц в дикой природе наблюдается несколько агрессивных поз и движений, которые они могут использовать во время брачных ритуалов и поиска партнёра. Объединение нескольких видов фламинговых в одну стаю может влиять на уровень агрессии. В зоопарке Ривербанкс в Колумбии в Южной Каролине красные и чилийские фламинго предпочитали кормиться отдельными группами. Присутствие красного фламинго, который примерно на 30 % крупнее чилийского, в группе с последними негативно влияло на их кормление, в то время как обратного эффекта не наблюдалось. Кроме того, взрослые птицы могут быть агрессивны по отношению к молодым; специалисты рекомендуют при возможности разделять их, например, предоставляя разные места для кормления.
В зоопарке Сент-Луиса проводились исследования солёности принимаемой воды и пищи, агрессивного и доминирующего поведения во время кормления, а в зоопарке в Голландии — цедильного аппарата. В неволе фламинговые тратят на кормление в среднем меньше времени, чем в дикой природе, так как корм более доступен. Были отмечены различия в поведении птиц во время кормления: красные фламинго в целом тратили больше времени на кормление, чем чилийские.
Учёных также интересует социальная адаптация птиц в неволе. Продолжительные исследования социализации птиц в дикой природе могут прерваться из-за внезапной смены колонии или из-за появления хищников. У фламинго насыщенная социальная жизнь, они создают «коалиции», которые позволяют птицеводам избежать разделения птиц при перемещении их между вольерами или при переводе на другие объекты, а также определить оптимальный размер стаи. Сложности в этих исследованиях связаны с малым размером стаи отдельно взятого вида в зоопарке. Вместе с тем, когда в зоопарке Сент-Луиса к 19 красным фламинго добавили ещё 14 особей, иерархия в стае нарушилась и в течение шести месяцев две птицы погибли.
В некоторых случаях результаты экспериментов с фламинго в неволе могут помочь исследованиям птиц в дикой природе или использоваться совместно с ними. Многие исследования и методики, опробованные в зоопарках, впоследствии были использованы в дикой природе. В частности, строительство искусственных гнёзд для стимуляции размножения, исследование болезней. Важным элементом исследований является совместная работа исследователей фламинговых в зоопарках и в дикой природе.